# Koenraad Dillen
Koenraad Dillen (* 6. listopadu 1964 Mortsel) je belgický vlámský politik, představitel politické strany Vlámský zájem (Vlaams Belang).
Koenraad Dillen je synem Karla Dillena, spoluzakladatele politické strany Vlámský blok. Vystudoval překladatelství a od roku 2003 působí jako poslanec Evropského parlamentu. Nejprve byl nezařazeným poslancem, od roku 2007 je členem frakce Identita, tradice, suverenita.